# Langues au Vanuatu
Les langues parlées au Vanuatu sont particulièrement nombreuses. Avec cent-dix-sept langues vernaculaires parlées par seulement 275 000 habitants en octobre 2013, ce pays possède la plus forte densité linguistique au monde,. À ces langues, toutes océaniennes, s’ajoutent les trois langues officielles : anglais, français et bichelamar ; ainsi que certaines langues arrivées au XXe siècle : fidjien, tahitien, tongien, gilbertin, vietnamien, wallisien et des langues chinoises.

## Langues officielles
Les trois langues officielles du Vanuatu sont le français, l’anglais et le bichelamar (ou bislama), un pidgin à base lexicale anglaise. Le français et l’anglais sont les langues de l’éducation ; le bichelamar est la langue nationale. Selon Ethnologue.com :
- l’anglais est parlé par 5 400 personnes (2016) comme langue maternelle, et par 120 000 personnes au total ;
- le français est parlé par 6 300 personnes (1995), et par 83 500 personnes au total. Le français a beaucoup baissé, passant de 44 % de personnes en langue d'alphabétisation en 1978 à 37 %, en 1994, 31 % en 2003, et 10 % en 2016.
- le bichelamar est parlé par l'ensemble de la population du Vanuatu, dont c'est la langue nationale. Pour 34 % de la population, soit environ 90 000 personnes (2009), c'est la langue maternelle ou d'usage principal. Pour 63 %, dont la langue maternelle est l'une des langues vernaculaires du pays, le bichelamar sert de langue véhiculaire ou lingua franca (langue seconde que l'on emploie pour communiquer entre locuteurs de langues maternelles différentes).

Les deux langues européennes étaient autrefois liées à la religion, les missionnaires assurant historiquement et parfois encore actuellement l'enseignement. On parle anglais dans les anciennes zones de missions anglicanes et évangélistes, et français dans les zones catholiques (certaines régions de Tanna, nord-est de Santo, sud de Malekula). Mais on compte de nombreuses exceptions à ce principe : par exemple, les îles Banks comptent plusieurs écoles francophones, alors que le catholicisme y est absent.

### Recensement de 2009
Population de 5 ans et plus au Vanuatu sachant lire et écrire une simple phrase par langue d'alphabétisation selon le recensement de 2009 :
| Rang | Langue     | %    |
| ---- | ---------- | ---- |
| 1    | Bichelamar | 74 % |
| 2    | Anglais    | 64 % |
| 3    | Français   | 37 % |
| -    | Autre      | 50 % |

Principale langue parlée à la maison au Vanuatu selon le recensement de 2009, :
| Langue          | %     |
| --------------- | ----- |
| Langues locales | 63 %  |
| Bichelamar      | 34 %  |
| Anglais         | 2,0 % |
| Français        | 0,6 % |
| Autres          | 0,5 % |

## Langues vernaculaires
Ethnologue.com recense cent-sept langues indigènes parlées au Vanuatu (dont deux éteintes), la liste ci-dessous en contient cent-onze (dont trois éteintes). Cependant, le nombre exact de ces langues est difficile à déterminer : comme elles ne sont pas standardisées, on ne peut pas toujours facilement distinguer une langue d’un dialecte (par exemple, l’uripiv-wala-rano-atchin est une chaîne de dialectes) ; c’est d’autant plus difficile que peu de ces langues ont été étudiées en détail par des linguistes. 
Le dernier recensement en date compte un total de 138 langues au Vanuatu.

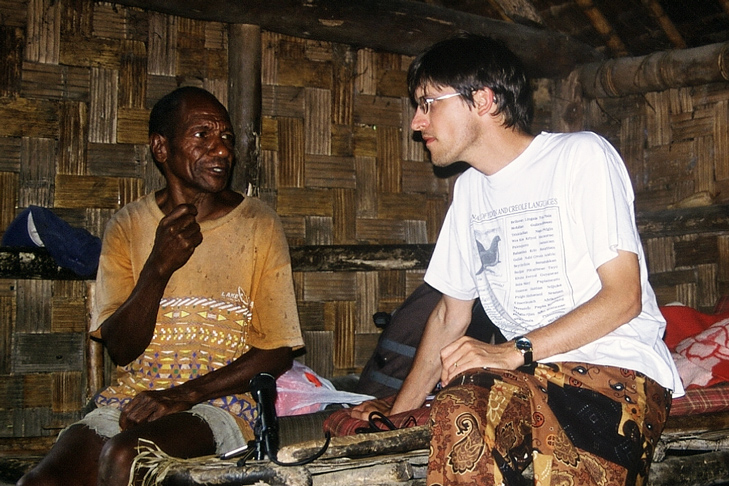
Le linguiste Alexandre François recueillant les paroles de Maten Womal, le dernier conteur en langue olrat (Gaua, 2003).

Étant donné le grand nombre de langues comparé à la faible population du Vanuatu, ces langues ont relativement peu de locuteurs (environ une langue pour 2 100 habitants) ; par conséquent beaucoup d’entre elles sont en danger (notamment le lemerig, l’araki et l’olrat, parlés par moins de 10 personnes).
Le territoire où est parlée une langue correspond parfois à une île (par exemple le paama ou le hiw), mais une île peut avoir plusieurs langues: Espiritu Santo et Malekula ont chacune plus de 25 langues ; même une petite île comme Ureparapara en a deux.
Linguistiquement, les langues indigènes du Vanuatu appartiennent toutes aux langues océaniennes, elles-mêmes une famille des langues austronésiennes. Elles sont réparties en trois branches :
- la majorité appartient aux langues du nord et du centre du Vanuatu (abrégé plus bas « NCV ») ;
- neuf sont des langues du sud du Vanuatu ;
- trois sont des langues polynésiennes, dans les exclaves polynésiennes.

Ces langues sont présentées ci-dessous avec leur code ISO 639-3 et avec des noms alternatifs entre parenthèses. Les données proviennent essentiellement d’Ethnologue.com (qui peuvent dater ou être imprécises), ainsi que d'une publication récente sur les langues du Vanuatu. Lorsque des données plus récentes ou plus fiables existent, elles sont reflétées ici (les références sont données dans les entrées correspondant à chaque langue, par exemple pour le nahavaq ou le mavea).
| Langue                           | Code | Locuteurs | Région                                   | Famille    |
| -------------------------------- | ---- | --------- | ---------------------------------------- | ---------- |
| Akei (tasiriki)                  | tsr  | 650       | Espiritu Santo                           | NCV        |
| Ambae de l’Est (aoba)            | omb  | 5 000     | Ambae                                    | NCV        |
| Ambae de l’Ouest (duidui, opa)   | nnd  | 8 700     | Ambae                                    | NCV        |
| Amblong                          | alm  | 300       | Espiritu Santo                           | NCV        |
| Ambrym du Nord                   | mmg  | 5 250     | Ambrym                                   | NCV        |
| Ambrym du Sud-Est                | tvk  | 3 700     | Ambrym                                   | NCV        |
| Anejom (aneityum)                | aty  | 900       | Aneityum                                 | Sud        |
| Aore (en)                        | aor  | 0         | Espiritu Santo, Aore                     | NCV        |
| Apma                             | app  | 7 800     | Pentecôte                                | NCV        |
| Araki                            | akr  | 8         | Araki                                    | NCV        |
| Aulua                            | aul  | 750       | Malekula                                 | NCV        |
| Axamb (ahamb)                    | ahb  | 750       | Malekula                                 | NCV        |
| Baetora                          | btr  | 1 330     | Maewo                                    | NCV        |
| Baki (burumba, paki)             | bki  | 350       | Epi                                      | NCV        |
| Bierebo (bonkovia-yevali)        | bnk  | 800       | Epi                                      | NCV        |
| Bieria (bieri, vovo, wowo)       | brj  | 25        | Epi                                      | NCV        |
| Big Nambas (v’ënen taut)         | nmb  | 3 350     | Malekula                                 | NCV        |
| Burmbar (Banan Bay, vartavo)     | vrt  | 900       | Malekula                                 | NCV        |
| Butmas-tur (ati)                 | bnr  | 520       | Espiritu Santo                           | NCV        |
| Dakaka (baiap, ambrym du Sud)    | bpa  | 1 200     | Ambrym                                   | NCV        |
| Dixon Reed                       | dix  | 50        | Malekula                                 | NCV        |
| Dorig (wetamut)                  | wwo  | 300       | Îles Banks (Gaua)                        | NCV        |
| Éfaté du Nord (nakanamanga)      | llp  | 9 500     | Éfaté, îles Shepherd (Nguna, Tongoa)     | NCV        |
| Éfaté du Sud (erakor)            | erk  | 6 000     | Éfaté                                    | NCV        |
| Emae                             | mmw  | 400       | Îles Shepherd (Emae)                     | Polynésien |
| Eton                             | etn  | 500       | Éfaté                                    | NCV        |
| Fortsenal (kiai)                 | frt  | 450       | Espiritu Santo                           | NCV        |
| Futuna-aniwa (West Futuna)       | fut  | 1 500     | Futuna, Aniwa                            | Polynésien |
| Hano (raga)                      | lml  | 6 500     | Pentecôte                                | NCV        |
| Hiw (hiu)                        | hiw  | 280       | Îles Torres (Hiw)                        | NCV        |
| Ifo                              | iff  | 0         | Erromango                                | Sud        |
| Katbol (avava)                   | tmb  | 700       | Malekula                                 | NCV        |
| Kwamera (avava)                  | tnk  | 3 500     | Tanna                                    | Sud        |
| Koro                             | krf  | 250       | Îles Banks (Gaua)                        | NCV        |
| Labo (ninde)                     | mwi  | 1 100     | Malekula                                 | NCV        |
| Lamenu (lamen, varmali)          | lmu  | 850       | Epi, Lamen                               | NCV        |
| Lakon (lakona, vure)             | lkn  | 800       | Îles Banks (Gaua)                        | NCV        |
| Larevat (laravat)                | lrv  | 680       | Malekula                                 | NCV        |
| Lehali (teqel)                   | tql  | 200       | Îles Banks (Ureparapara)                 | NCV        |
| Lelepa (Havannah Harbour)        | lpa  | 400       | Lelepa, Éfaté                            | NCV        |
| Lemerig (sasar)                  | lrz  | 2         | Îles Banks (Vanua Lava)                  | NCV        |
| Lenakel                          | tnl  | 11 500    | Tanna                                    | Sud        |
| Letemboi (Small Nambas)          | nms  | 800       | Malekula                                 | NCV        |
| Lewo (varsu)                     | lww  | 2 200     | Epi                                      | NCV        |
| Lingarak (neverver)              | lgk  | 1 250     | Malekula                                 | NCV        |
| Litzlitz (en) (naman)            | lzl  | 15        | Malekula                                 | NCV        |
| Lonwolwol (ambrym de l’Ouest)    | crc  | 1 200     | Ambrym                                   | NCV        |
| Lorediakarkar (en)               | lnn  | 850       | Espiritu Santo                           | NCV        |
| Lo-toga (toga)                   | lht  | 580       | Îles Torres (Lo, Toga, Tegua)            | NCV        |
| Löyöp (lehalurup)                | urr  | 240       | Îles Banks (Ureparapara)                 | NCV        |
| Mae (dirak)                      | mme  | 1 000     | Malekula                                 | NCV        |
| Maewo central                    | mwo  | 1 400     | Maewo                                    | NCV        |
| Maii (en)                        | mmm  | 180       | Epi                                      | NCV        |
| Malfaxal (en) (na’ahai)          | mlx  | 600       | Malekula                                 | NCV        |
| Malua Bay (en) (Middle Nambas)   | mll  | 500       | Malekula                                 | NCV        |
| Maragus (en)                     | mrs  | 15        | Malekula                                 | NCV        |
| Marino (maewo du Nord)           | mrb  | 1 400     | Maewo                                    | NCV        |
| Maskelynes                       | klv  | 1 100     | Malekula, îlots Maskelynes               | NCV        |
| Mavea (Mav̋ea, mafea)             | mkv  | 34        | Mavea                                    | NCV        |
| Mele-fila (ifira-mele)           | mxe  | 3 500     | Éfaté, Mele, Ifira                       | Polynésien |
| Merei                            | lmb  | 400       | Espiritu Santo                           | NCV        |
| Morouas (en)                     | mrp  | 150       | Espiritu Santo                           | NCV        |
| Mota                             | mtt  | 750       | Îles Banks (Mota)                        | NCV        |
| Mpotorovo                        | mvt  | 430       | Malekula                                 | NCV        |
| Mwerlap (merlav)                 | mrm  | 1 100     | Îles Banks (Mere Lava)                   | NCV        |
| Mwesen (mosina)                  | msn  | 10        | Îles Banks (Vanua Lava)                  | NCV        |
| Mwotlap (motlav)                 | mlv  | 2 100     | Îles Banks (Mota Lava, Ra, Vanua Lava)   | NCV        |
| Nahavaq (South West Bay)         | sns  | 700       | Malekula                                 | NCV        |
| Namakura (makura)                | nmk  | 3 750     | Éfaté, îles Shepherd (Tongoa, Tongariki) | NCV        |
| Narango (en)                     | nrg  | 160       | Espiritu Santo                           | NCV        |
| Nasarian (en)                    | nvh  | 5         | Malekula                                 | NCV        |
| Navut                            | nsw  | 520       | Espiritu Santo                           | NCV        |
| Nokuku (en)                      | nkk  | 160       | Espiritu Santo                           | NCV        |
| Nume (tarasag)                   | tgs  | 700       | Îles Banks (Gaua)                        | NCV        |
| Olrat                            | olr  | 3         | Îles Banks (Gaua)                        | NCV        |
| Paama                            | paa  | 6 000     | Paama                                    | NCV        |
| Piamatsina (en)                  | ptr  | 150       | Espiritu Santo                           | NCV        |
| Polonombauk (en)                 | plb  | 220       | Espiritu Santo                           | NCV        |
| Port-sandwich (lamap)            | psw  | 1 200     | Malekula                                 | NCV        |
| Port-vato                        | ptv  | 1 300     | Ambrym                                   | NCV        |
| Repanbitip (en)                  | rpn  | 90        | Malekula                                 | NCV        |
| Rerep (pangkumu, tisman)         | pgk  | 380       | Malekula                                 | NCV        |
| Roria (en) (mores)               | rga  | 75        | Espiritu Santo                           | -          |
| Sa (saa)                         | sax  | 2 500     | Pentecôte                                | NCV        |
| Sakao (Hog Harbour)              | sku  | 4 000     | Espiritu Santo, Sakao                    | NCV        |
| Seke (en) (ske)                  | ske  | 600       | Pentecôte                                | NCV        |
| Shark Bay (en)                   | ssv  | 450       | Espiritu Santo, Litaro                   | NCV        |
| Sie (sye, erromanga)             | erg  | 1 900     | Erromango                                | Sud        |
| Sowa                             | sww  | 20        | Pentecôte                                | NCV        |
| Tamambo (malo)                   | mla  | 4 000     | Malo                                     | NCV        |
| Tambotalo (en)                   | tls  | 50        | Espiritu Santo                           | NCV        |
| Tangoa                           | tgp  | 800       | Tangoa                                   | NCV        |
| Tanna du Nord                    | tnn  | 5 000     | Tanna                                    | Sud        |
| Tanna du Sud-Ouest               | nwi  | 5 000     | Tanna                                    | Sud        |
| Tasmate (en)                     | tmt  | 150       | Espiritu Santo                           | NCV        |
| Tiale (en)                       | mnl  | 400       | Espiritu Santo                           | NCV        |
| Tolomako                         | tlm  | 900       | Espiritu Santo                           | NCV        |
| Tutuba                           | tmi  | 500       | Espiritu Santo, Tutuba                   | NCV        |
| Unua (onua)                      | onu  | 520       | Malekula                                 | NCV        |
| Ura                              | uur  | 6         | Erromango                                | Sud        |
| Uripiv-wala-rano-atchin (uripiv) | upv  | 9 000     | Malekula                                 | NCV        |
| Valpei (en)                      | vlp  | 300       | Espiritu Santo                           | NCV        |
| Vao                              | vao  | 1 900     | Vao, Malekula                            | NCV        |
| Vera’a (vatrata)                 | vra  | 500       | Îles Banks (Vanua Lava)                  | NCV        |
| Vinmavis (neve’ei)               | vnm  | 500       | Malekula                                 | NCV        |
| Volow (valuwa)                   | mlv  | 1         | Îles Banks (Mota Lava)                   | NCV        |
| Vunapu (en)                      | vnp  | 380       | Espiritu Santo                           | NCV        |
| Vurës (vureas, mosina)           | msn  | 2 000     | Îles Banks (Vanua Lava)                  | NCV        |
| Wailapa (en)                     | wlr  | 100       | Espiritu Santo                           | NCV        |
| Whitesands                       | tnp  | 7 500     | Tanna                                    | Sud        |
| Wusi (en)                        | wsi  | 300       | Espiritu Santo                           | NCV        |

## Avenir
Jusqu'à la colonisation, les communautés linguistiques exiguës, de quelques centaines à quelques milliers de locuteurs, imposent des échanges interlinguistiques (dont des mariages) et des réalités plurilinguistiques, dont des équilibres sociolinguistiques.
Depuis 1850, la coexistence inégale de deux langues européennes a façonné le système scolaire. Depuis 1980, l'enseignement anglophone est majoritaire, avec une remarquable persistance (de qualité) de l'enseignement francophone.
Le bichelamar, « langue officielle parlée, langue officieuse écrite » (Atlasː219), valorisée par la traduction des Évangiles, puis de la Bible (1997), favorise une créolisation de la population, avec le risque d'un bichelamaranglais.

### Filmographie
- Eric Wittersheim, « Le Salaire du Poète », sur vimeo.com.